# Langdysse von Helgetoft
Der Langdysse von Helgetoft (auch Helletofte Langdysse genannt) liegt an der Küste, südwestlich von Bøstrup auf der Insel Langeland in Dänemark.
Er entstand im Neolithikum zwischen 3500 und 2800 v. Chr. als Megalithanlage der Trichterbecherkultur (TBK). Der etwa 1,8 m hohe Nord-Süd orientierte Langdysse  misst etwa 34,0 × 8,0 m. An beiden Längsseiten ist eine Randsteinkette von 15 mehr oder weniger in situ befindlichen Steinen bis zu 1,5 m Höhe zu erkennen. Eine Kammer liegt etwa in der Mitte des sehr stark bewachsenen Hügels.

Langdysse von Helgetoft
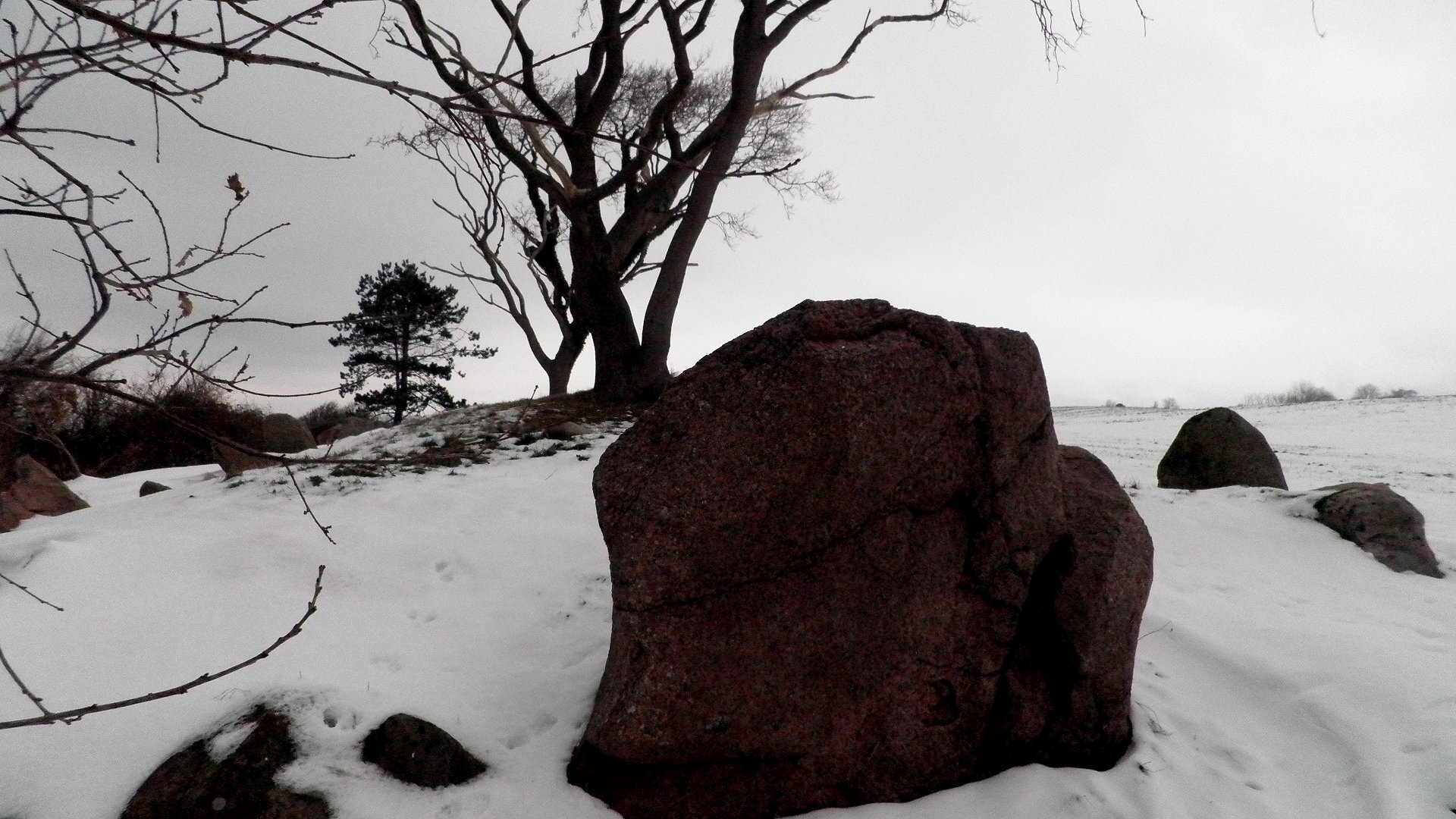
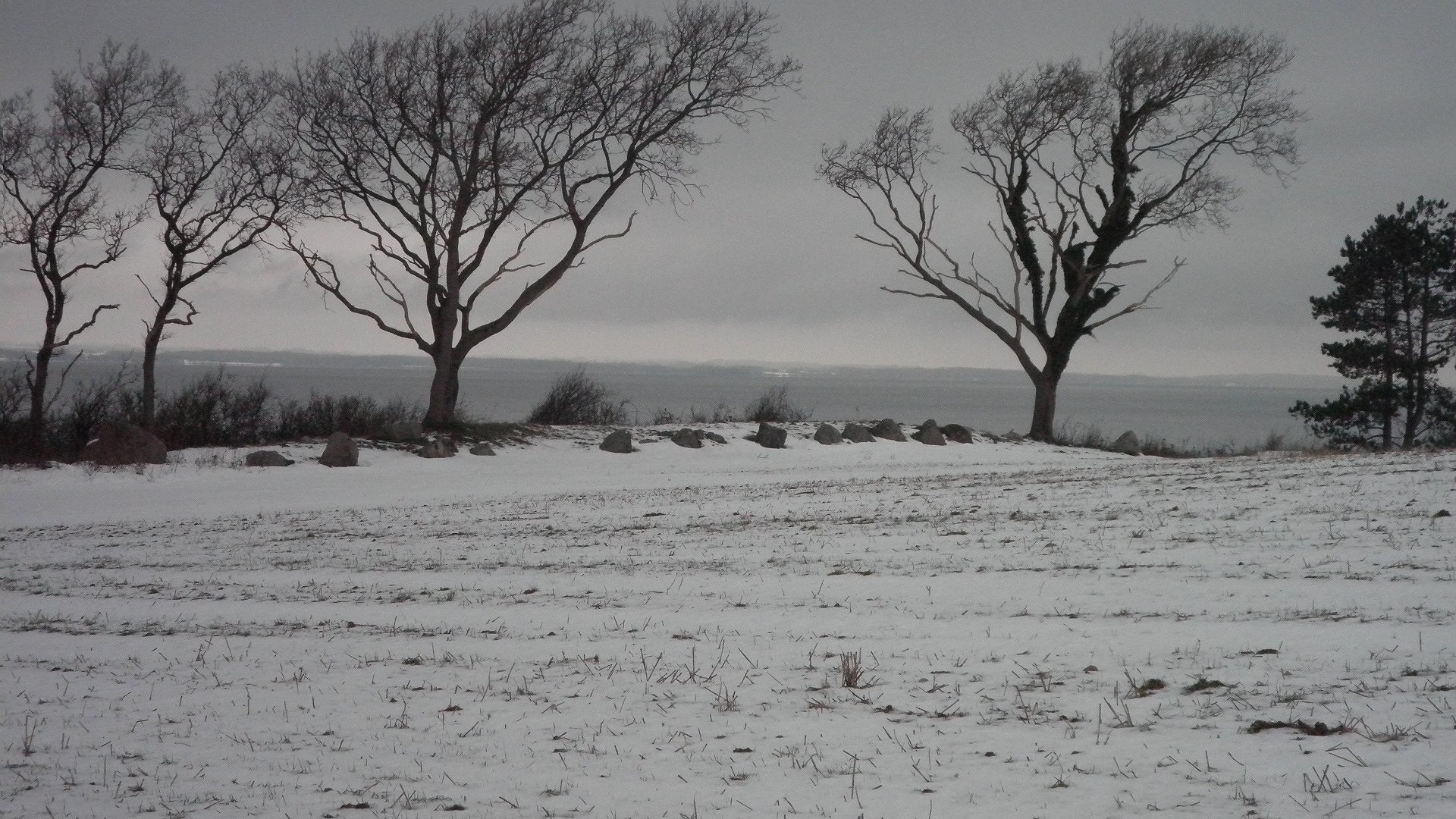
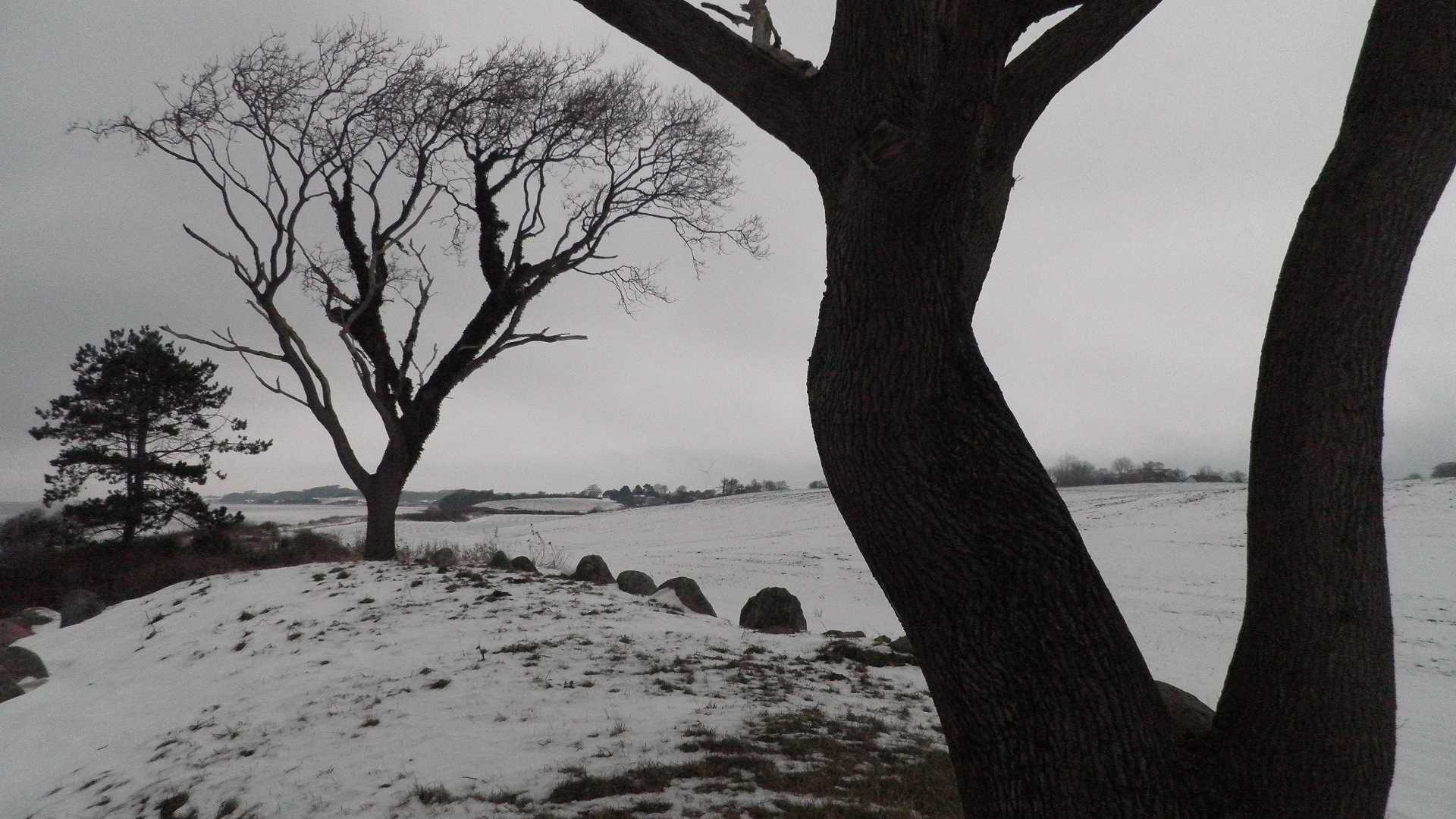
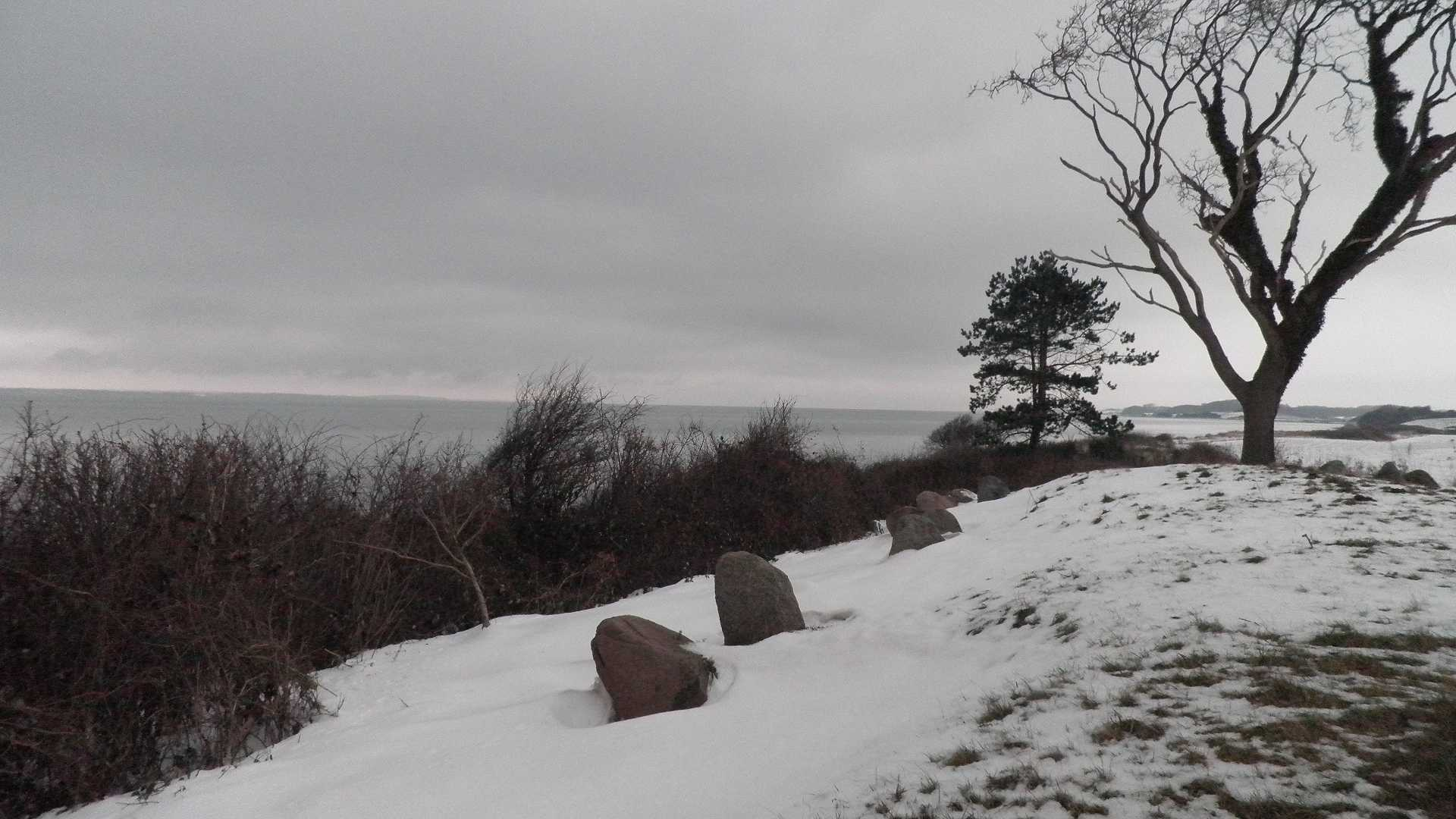

## Die Steinkiste
Die Steinkiste wurde 2019 an der Westküste nach einem Wintersturm am Bregnegårdsvej in Helletofte zwischen Rudkøbing und Lohals von einer Frau entdeckt. Eine Platte der Schmalseite war herausgefallen und Knochenlager waren zu sehen. Als Archäologen die Kiste untersuchten, die voller Erde war, fanden sie einen Knochenhaufen, der gegen den herausgefallenen Giebelstein gedrückt war und am gegenüberliegenden Ende die Reste der letzten Bestattung. Es stellte sich heraus, dass diese aus drei übereinander liegenden Personen bestand. Schichten von Toten zeigten, dass hier Kollektivbestattungen erfolgt waren. Insgesamt wurden etwa 200 Knochen gefunden, von denen sich die meisten in ausgezeichnetem Zustand befanden. Es wurden auch zwei abgeflachte Feuersteindolche gefunden, die wahrscheinlich Grabbeigaben waren.
Die trapezoide Steinkiste bestand aus zwei großen, aufrechten Seitensteinen, die zwischen kleineren Giebelsteine platziert waren. Sie war mit zwei Decksteinen verschlossen. Darüber befand sich ein flacher Hügel mit einem Durchmesser von etwa 10 Metern, der oben eine bis zu 40 Zentimeter dicke Steinschicht aufwies.
In der Nähe liegen die Ganggräber im Helgetoft Fredskov.